# Razred patruljnih ladij Kraljevica
Razred Kraljevica je nekdanji razred patruljnih ladij, zgrajenih za Jugoslovansko vojno mornarico.
Patruljne ladje tega razreda so bile prvenstveno namenjene protipodmorniškemu bojevanju, patruljiranju ob morski meji, morebitni podpori desantom in protidesantni obrambi. Prva ladja od 24-ih je bila zgrajena v Titovem brodogradilištu v Kraljevici v letu 1951, patruljne ladje druge, izboljšane serije, pa v letih od 1954 do 1957. 

## Zgodovina
Nekaj plovil tega razreda je bilo leta 1959 podarjenih nekaterim državam tedanjega Gibanja neuvrščenih, po dve Bangladešu in Sudanu, šest Indoneziji in ena Etiopiji, tako da jih je v službi Jugoslovanske vojne mornarice ostalo samo osemnajst.
Prvih šest patruljnih ladij izboljšane serije Č01/B je bilo predanih indonezijski mornarici, ostalih šest pa je dobilo imena nekdanjih partizanskih čolnov iz obdobja druge svetovne vojne: Miran (PBR-519), Streljko (PBR-520), Marjan (PBR-521), Napredak (PBR-522), Naprijed (PBR-523) in Proleter (PBR-524).
Vse jugoslovanske patruljne ladje razreda Kraljevica so bile aktivne v obdobju Tržaške krize, med Arabsko-Izraelsko vojno in v obdobju zasedbe Češkoslovaške v letu 1968. Pogosto so tudi spremljale plovila maršala Tita med plovbami po Jadranu, ali pa so skrbele za zaščito Brionskega otočja, posebej med obiski znanih osebnosti pri Titu na Vangi in na Velikem Brionu, prav tako pa so nekatere sodelovale na več pomorskih vajah v letih 1972, 1974, 1977, 1980 in 1984.

## Opis in konstrukcija
24 plovil razreda Kraljevica je bilo zgrajenih v Titovem brodogradilištu v Kraljevici, v dveh serijah.
Prva serija, ki so jo v ladjedelnici označevali s Č01, je obsegala dvanajst plovil (PBR 501 - PBR 512), dolžine 41 m in širine 6,3 m. Pogon sta predstavljala dva dizelska motorja skupne moči 3000 KM (2200 kW) s katerima je patruljna ladja lahko dosegla največjo hitrost 17 vozlov.
Tudi druga izboljšana serija, označena s Č01/B, je obsegala dvanajst plovil (PBR 513 - PBR 524). Ta plovila so bila nekoliko daljša od predhodnih (43,5 m) in so imela ugrez 2,0 m. Tudi dizelska motorja sta bila pri tej nekaterih plovilih te serije močnejša (skupaj 3400 KM oz. 2500 kW) *, tako da so lahko, tudi zaradi izboljšane in malo ožje oblike trupa, dosegla največjo hitrost malo več kot 19 vozlov.